# Institut allemand d'études économiques

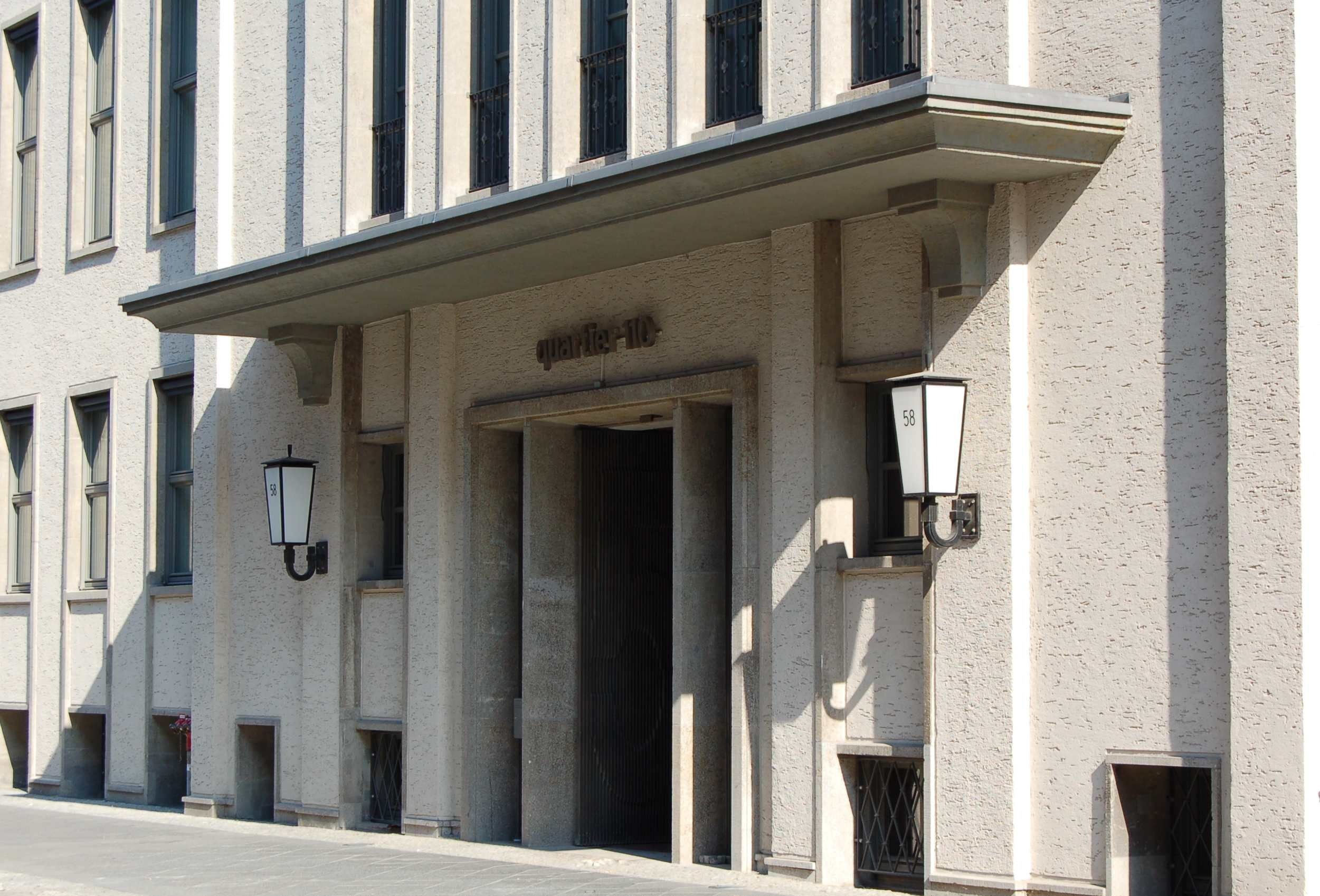
Entrée du DIW-Berlin.

L'Institut allemand d'études économiques (Deutsche Institut für Wirtschaftsforschung, DIW) est une institution indépendante fondée à Berlin dans les années 1920. Il s'est spécialisé dans la recherche appliquée et le conseil en matière de politique économique. Il reçoit ses fonds du Land de Berlin et du gouvernement fédéral.

## Histoire
L'institut est fondé en juillet 1925 par Ernst Wagemann sous la dénomination « Institut de recherches conjoncturelles » (Institut für Konjunkturforschung).
Pendant le régime nazi, Ernst Wagemann est mis en congé d'office. Il est interrogé à plusieurs reprises par la Gestapo et même arrêté pendant un certain temps en 1942. À la fin de 1943, l'Institut de recherches conjoncturelles, rebaptisé l'« Institut allemand d'études économiques», est partiellement transféré à Feldberg, Mecklembourg. Dr. Ferdinand Friedensburg prend la présidence de l'Institut de 1945 à 1968. À la sortie de guerre, l'Institut concentre ses recherches sur des questions économiques concernant essentiellement la ville de Berlin.

### Liste des présidents
- 1925 – 1945 : Ernst Wagemann
- 1945 – 1968 : Ferdinand Friedensburg
- 1968 – 1974 : Klaus-Dieter Arndt
- 1975 – 1979 : Karl Koenig
- 1979 – 1988 : Hans-Jürgen Krupp
- 1988 – 1999 : Lutz Hoffmann
- 2000 – 2011 :  Klaus  F. Zimmermann
- 2011 - 2013 : Gert G. Wagner
- 2013 - présent : Marcel Fratzscher